# Marian Gołębiewski (żołnierz)

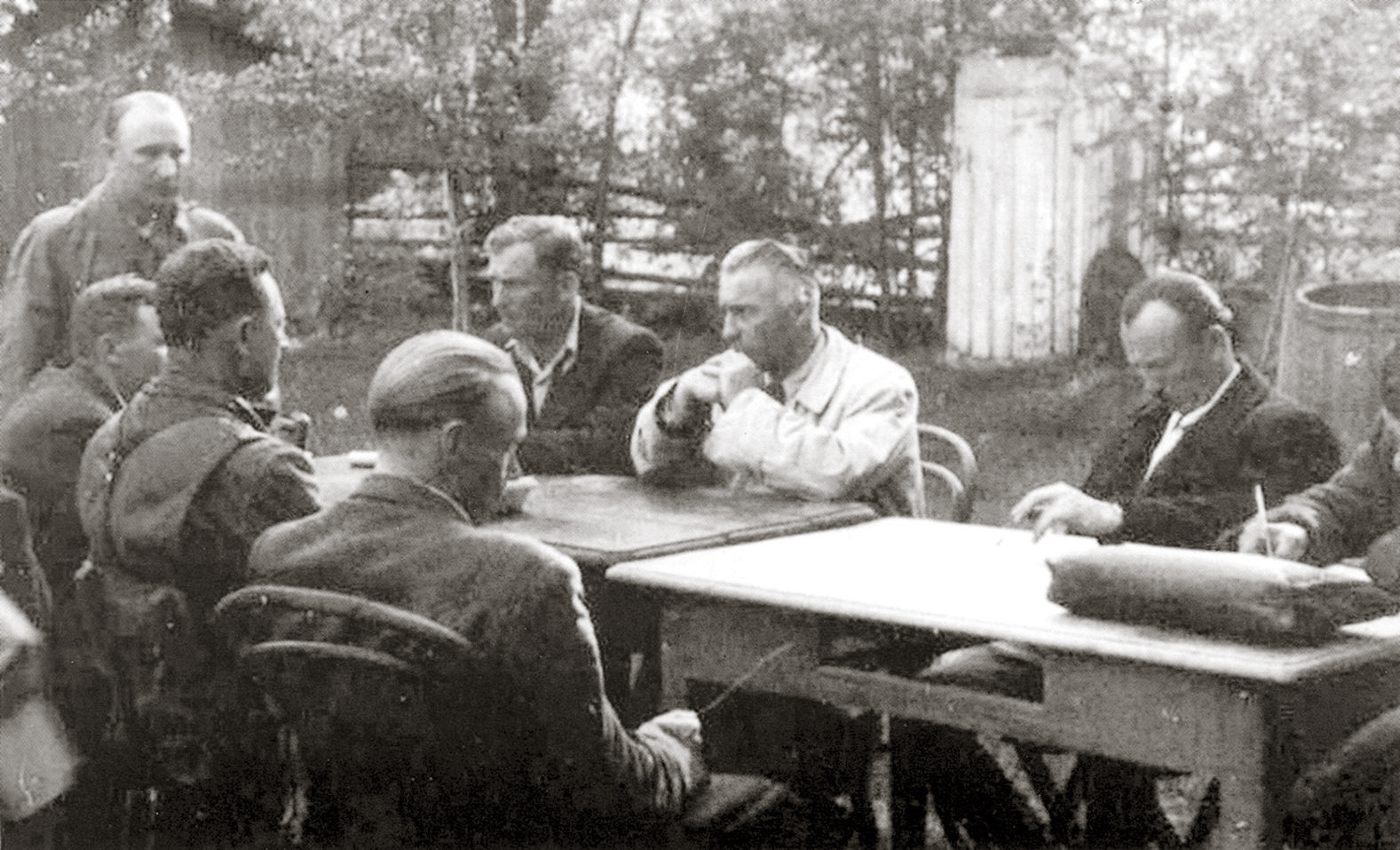
Spotkanie WiN i UHWR, OUN-B i UPA koło Rudy Różanieckiej 21 maja 1945. Od lewej stoi: kpr. Józef Borecki „Komar” – adiutant komendanta Obwodu AK–DSZ–WiN Tomaszów Lubelski, siedzą przodem od lewej: por. „Norbert”, kpt. Marian Gołębiewski „Irka” – inspektor Inspektoratu AK–DSZ–WiN Zamość, kpt. Stanisław Książek „Rota” oraz Mykoła Wynnyczuk „Kornijczuk”– przewodniczący II okręgu Organizacji Nacjonalistów Ukraińskich, od lewej siedzą tyłem: przedstawiciel Ukraińskiej Głównej Rady Wyzwoleńczej płk Jurij Łopatynski „Szejk”, Serhij Martyniuk „Hrab” oraz „Polakowski”

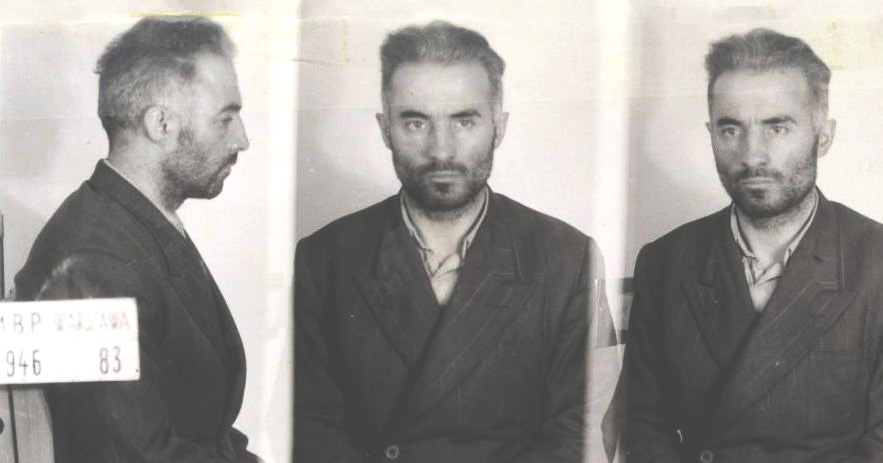
Marian Gołębiewski po aresztowaniu przez MBP 1946

Marian Gołębiewski vel Marian Gortat vel Marian Śliwa vel Marian Gołębiowski ps. Irka, Korab, Lotka, Ster, Swoboda (ur. 16 kwietnia 1911 w Płońsku, zm. 18 października 1996 w Warszawie) – cichociemny, żołnierz Kedywu AK i WiN, pułkownik rezerwy piechoty , członek opozycji antykomunistycznej w PRL. Jako jedyny z polskich weteranów II wojny światowej był za przyznaniem partyzantom UPA w Polsce praw kombatanckich.

## Lata 1911–1939
Był synem Stanisława, z zawodu szewca i Józefy z domu Sęp. W 1922 r. przeprowadził się wraz z rodziną do Inowrocławia. Ukończył seminarium nauczycielskie w Kcyni i Słupcy (1931 r.). W latach 1933–1938 działał w zarządzie Klubu Sportowego „Goplania” w Inowrocławiu. Pracował jako reporter „Dziennika Kujawskiego” oraz urzędnik biurowy w fabryce cykorii (od listopada 1934 do lutego 1939). W marcu 1939 r. przeniósł się do Kołomyi, gdzie pracował jako nauczyciel geografii, historii i wychowania fizycznego w szkole powszechnej oraz jako kierownik bursy.

## Lata 1939–1944
W czasie kampanii wrześniowej został wcielony (jako ochotnik) do 45 pułku piechoty, z którym 19 września przekroczył granicę i został internowany w Rumunii. 9 listopada 1939 r. dotarł do Francji. Po ukończeniu Szkoły Podchorążych Piechoty w Camp de Coëtquidan i otrzymaniu awansu do stopnia plutonowego podchorążego, został przydzielony do 1 Dywizji Grenadierów. Brał udział w walkach z Niemcami w Alzacji i Lotaryngii, pełniąc funkcję dowódcy plutonu, a potem dowódcy kompanii. Awansował do stopnia sierżanta podchorążego. 21 czerwca 1940 r. dostał się do niewoli i trafił do obozu w Sargemindes, skąd uciekł w nocy z 4 na 5 października 1940 roku. Przez Francję, Hiszpanię i Gibraltar dotarł 13 lipca 1941 r. do Anglii. Początkowo został przydzielony do 1 Brygady Strzelców na stanowisko zastępcy dowódcy plutonu rozpoznawczego w oddziale pancerno-motorowym, następnie został pozyskany do pracy w kraju.
Zgłosił się do służby w kraju. Po przeszkoleniu zrzucono go na teren Polski 2 października 1942 r. (operacja lotnicza „Gimlet”, ekipa XIV) w okolice Pawłowic koło Dęblina. W połowie listopada 1942 r. udał się na teren Inspektoratu Rejonowego Zamość (Okręg Lublin AK), gdzie objął funkcję szefa Kedywu. W związku z akcją wysiedlania i eksterminacji polskiej ludności Zamojszczyzny podlegające mu oddziały przeprowadziły kilka akcji odwetowych na wsie zasiedlone przez kolonistów niemieckich. W kwietniu 1943 r. zasłynął samodzielną akcją uwolnienia aresztowanej przez Niemców Alicji Szczepankiewiczowej, żony komendanta Obwodu AK Tomaszów Lubelski, Wilhelma Szczepankiewicza (ps. „Drugak”) i ich dziesięcioletniego synka.
Po zamordowaniu przez Ukraińców dotychczasowego komendanta obwodu kpt. Antoniego Rychela, w październiku 1943 r. został komendantem Obwodu Hrubieszów. Był zwolennikiem rozpoczęcia ofensywnych działań przeciw zagrażającym ludności polskiej siłom OUN-UPA. Intensywne walki polsko-ukraińskie toczyły się w tym rejonie od marca do czerwca 1944 r. W maju 1944 r. został mianowany komendantem Obwodu Włodzimierz Wołyński (pozostawał także komendantem Obwodu Hrubieszów). Jako komendant Obwodu Włodzimierz Wołyński organizował kwatery, wyżywienie i pomoc medyczną dla żołnierzy 27 Wołyńskiej Dywizji Piechoty AK, którzy przedostali się za Bug. Został dwukrotnie ranny (w tym raz ciężko) w czasie niemieckiej obławy w Puszczy Solskiej w czerwcu 1944 r. (operacja Sturmwind II). 25 czerwca udało mu się wydostać z oblężenia z oddziałem Konrada Bartoszewskiego (ps. „Wir”).

## 1944–1956
Po zajęciu Lubelszczyzny przez Armię Czerwoną kontynuował działalność jako komendant Obwodu Hrubieszów. 19 sierpnia 1944 r. jego stuosobowy oddział uwolnił kilkunastu żołnierzy AK z więzienia w Hrubieszowie. Tam też dokonał akcji na Komunalną Kasę Oszczędności, aby zdobyć pieniądze na cele organizacyjne. Jeden z rozkazów „Stera” brzmiał: Wszystkich podejrzanych, którzy nie potrafią w sposób dostateczny udowodnić przybycia na teren Lubelszczyzny, należy likwidować. Gołębiewski otwarcie przyznawał, że miał już w okresie okupacji hitlerowskiej umowę z NSZ przeciw komunistom. Aby nie mieć kłopotów z KG AK, która zabraniała zbrojnych akcji antykomunistycznych, Gołębiewski walczył z komunistami, podszywając się pod NSZ.
W nowej sytuacji stał się zdecydowanym zwolennikiem porozumienia z Ukraińcami, z którymi niedawno jeszcze podległe mu oddziały toczyły krwawe walki. Swoją koncepcję przedstawił na odprawie dla dowódców z Obwodów Hrubieszów, Chełm i Zamość we wrześniu 1944 r. Po odprawie tej wydano skierowaną do Ukraińców ulotkę wzywającą do zaprzestania walk i zjednoczenia się przeciw wspólnemu wrogowi. Do rozmów na wyższym szczeblu doszło dopiero w maju 1945 r. Według świadectwa uczestniczącego w nich Gołębiewskiego obie strony uznały konieczność kontynuowania walki o niepodległość swych krajów i zadeklarowały wzajemne dla swych działań w tej sprawie poparcie. Strona polska zobowiązywała się do udzielania UPA pomocy w zakresie żywności, zakwaterowania i opieki medycznej. Strona ukraińska oddawała do dyspozycji AK swój głęboki wywiad (obejmujący teren od Gruzji, przez Ukrainę i Białoruś po Czechy) oraz deklarowała w razie potrzeby włączenie się do działań zbrojnych prowadzonych przez Polaków. Ponadto biorący udział w spotkaniu przedstawiciele Ukraińskiej Głównej Rady Wyzwoleńczej (UHWR) (Jurij Łopatynski) wyrazili pragnienie, aby Polski Rząd na Uchodźstwie reprezentował także interesy ukraińskie. Porozumienie to nie znalazło poparcia we władzach centralnych Delegatury Sił Zbrojnych na Kraj – komendant Obszaru Centralnego DSZ, Jan Mazurkiewicz (ps. „Radosław”), zabronił prowadzenia dalszych rozmów. Niemniej do wiosny 1947 r. na terenie Lubelszczyzny i Podlasia zawieszenie broni między UPA a polskim podziemiem było mniej więcej przestrzegane, dochodziło nawet do współdziałania (atak UPA i WIN na w Hrubieszów 28 maja 1946 r.)
W marcu 1945 r. Gołębiewski objął funkcję inspektora Inspektoratu Rejonowego DSZ – pełnił ją do czerwca tegoż roku. W czerwcu został szefem sztabu i zastępcą komendanta Okręgu Lublin DSZ. Od września kontynuował działalność na tym samym stanowisku w będącym kontynuacją DSZ – Wolność i Niezawisłość. Był jednym ze współtwórców niezrealizowanego planu ataku na więzienie mokotowskie w Warszawie.
21 stycznia 1946 r. został aresztowany przez UB i po ciężkim śledztwie, w czasie którego był bity i torturowany (m.in. przez Adama Humera, Józefa Duszę i Jerzego Kędziorę), sądzony był w trakcie procesu I Zarządu Głównego WiN. (Poza nim na ławie oskarżonych znaleźli się także Jan Rzepecki, Antoni Sanojca, Jan Szczurek-Cergowski, Tadeusz Jachimek, Henryk Żuk, Kazimierz Leski, Józef Rybicki, Ludwik Muzyczka, Emilia Malessa). Oskarżenie, poza przynależnością do nielegalnych organizacji i działalnością antypaństwową, obejmowało także „współpracę z bandami UPA”. Wśród zarzutów znalazły się także: współudział w likwidacji posterunków MO w Grabowcu, Dęblinie, Nałęczowie i Hrubieszowie oraz zabójstwa: sekretarza PPR we Frampolu (gm. Biłgoraj) Stanisława Głucheckiego, funkcjonariuszy UB: Józefa Chmarzyńskiego, Aleksandra Grodka i Władysława Humbera i starosty Jacentego Wilka, a także szereg innych akcji zbrojnych. 3 lutego 1947 r. skazano go (jako jedynego w tym procesie) na karę śmierci, którą trzy dni później prezydent Bolesław Bierut zamienił na karę dożywotniego więzienia. 22 lutego, na mocy amnestii, zmniejszono ją do lat 15 (z utratą praw na zawsze i przepadkiem mienia).
Siedział w więzieniach w Warszawie, Rawiczu, Wronkach i Sieradzu, skąd 3 grudnia 1955 wraz z innymi więźniami próbował uciec; próba ta została udaremniona na skutek interwencji Korpusu Bezpieczeństwa Wewnętrznego. Otrzymał karę dożywotniego więzienia, jednak w wyniku amnestii z 1 maja 1956 wyrok zmniejszono mu do 10 lat. Wyszedł na wolność 21 czerwca 1956 r.

## 1956–1990
Po wyjściu na wolność miał trudności ze znalezieniem pracy. W 1962 wziął ślub ze Stanisławą z Kosińskich, z którą miał dwoje dzieci. W latach 1956–1959 pracował w spółdzielni „Wspólna Sprawa”, następnie w Zjednoczeniu „Inco” (1960–1962), zakładzie prywatnym (1962–1963), Usługowej Spółdzielni Pracy „Elektosan” w Pruszkowie (1963–1964) i Przedsiębiorstwie Wagonów Sypialnych „Wars” (1966–1970). W latach 1974–1975 był pracownikiem Zakładów Telewizyjnych, a w latach 1975–1978 pracował jako chałupnik dla Spółdzielni Pracy „Centralne Laboratorium Chemiczne” w Warszawie.
W 1959 r. był jednym z inicjatorów (obok m.in. Ignacego Czumy) powołania tajnej organizacji antykomunistycznej, złożonej z byłych członków Armii Krajowej, jednak próby utworzenia takiej organizacji nie powiodły się.
Sześć lat później, w 1965, należał (obok działaczy młodszego pokolenia, m.in. synów Ignacego Czumy) do założycieli grupy konspiracyjnej znanej później jako Ruch. Nie brał bezpośredniego udziału w akcjach prowadzonych przez organizację, ale uczestniczył we wszystkich pięciu zjazdach. Był także łącznikiem między „młodszym” środowiskiem działaczy Ruchu a kombatantami AK i WiN.
Został aresztowany 21 czerwca 1970 r., podobnie jak inni członkowie organizacji, w związku z planowaną akcją podpalenia Muzeum Lenina w Poroninie. Mimo że nie uczestniczył osobiście w przygotowaniach do tej akcji (chociaż o niej wiedział), został w ostatnim z procesów Ruchu (21 września – 23 października 1971) skazany, jako jeden z przywódców, na 4,5 roku więzienia. Podobnie jak sądzeni w tym samym procesie Andrzej i Benedykt Czumowie, Stefan Niesiołowski, Bolesław Stolarz i Emil Morgiewicz odpowiadał za przestępstwa z art. 128 § 1 w związku z art. 123 k.k. z 1969 r. (podjęcie czynności przygotowawczych do obalenia w przyszłości ustroju socjalistycznego PRL) oraz z art. 142 w związku z art. 138 § 1 tego samego kodeksu (przygotowanie do sprowadzenia pożaru zagrażającego życiu lub zdrowiu ludzi albo mieniu w znacznych rozmiarach).
Wyszedł na wolność 28 sierpnia 1974 r. W II poł. lat 70. angażował się w kolejne działania opozycyjne. W latach 1977–1978 należał do Nurtu Niepodległościowego. W 1977 r. włączył się w działalność Ruchu Obrony Praw Człowieka i Obywatela. Zorganizował, wspólnie z Piotrem Krawczykiem sieć kolportażu pisma „Opinia”.
W czasie rozłamu w ROPCiO poparł Andrzeja Czumę i w grudniu 1978 r. wszedł do Prezydium Rady Sygnatariuszy. Od stycznia do kwietnia 1979 r. prowadził biuro prasowe.
Wziął udział w strajku głodowym, jaki zorganizowano w dniach 7–12 maja 1980 r. w kościele św. Krzysztofa w Podkowie Leśnej, by zademonstrować poparcie dla prowadzących głodówkę w więzieniach: Mirosława Chojeckiego i Dariusza Kobzdeja oraz wyrazić solidarność z innymi więźniami politycznymi.
Po wybuchu strajków na Wybrzeżu bezskutecznie próbował skontaktować się z robotnikami w Stoczni Gdańskiej. Po podpisaniu porozumień wziął jednak udział w organizowaniu NSZZ „Solidarność”. W 1981 r. zgłosił akces do Ruchu Niepodległościowego tworzonego z inicjatywy Andrzeja Czumy, jednak nie doszło do powstania tej organizacji.
Po wprowadzeniu stanu wojennego 13 grudnia 1981 został na kilka godzin zatrzymany. W maju 1982 r. wyjechał do USA, gdzie współpracował z prasą polonijną, m.in. z „Głosem Polskim”, „Nowym Dziennikiem”, „Życiem Polonii”. Na emigracji w ramach pracy niepodległościowej nawiązał współpracę z Juliuszem Nowiną-Sokolnickim, uważającym się w latach 1972–1990 za prezydenta RP na Uchodźstwie, od którego otrzymał funkcję "ministra stanu". Zajmował to stanowisko, dzięki namowom Wacława Hryniewicza-Bakierowskiego, "ministra spraw zagranicznych rządu RP na Uchodźstwie" (z nominacji Sokolnickiego), od 15 czerwca 1985 r. do 14 września 1985 r. w "gabinecie" Jana Libronta. W latach 80. w Nowym Jorku Gołębiewski utrzymywał także kontakty z innym współpracownikiem Sokolnickiego – "ministrem spraw zagranicznych" Konstantym Zygrydem Hanffem, twórcą Organizacji Bojowej Wolna Polska. Jedną z ważnych inicjatyw, której Gołębiewski poświęcił w Nowym Jorku wiele czasu, stała się myśl odsłonięcia Pomnika Katyńskiego. Z Jego inicjatywy został zawiązany Komitet Budowy Pomnika Katyńskiego, do którego weszli ponadto K.Z. Hanff, Bronisław Baranowski oraz Leon Wiśniewski. Dalsze działania polityczne Gołębiewski kontynuował ze współpracownikami z obozu politycznego Sokolnickiego w ramach Komitetu Pamięci Ofiar Systemu Stalinowskiego.

## 1990–1996
Marian Gołębiewski wrócił do kraju w 1990 r. W połowie lat 90. nawiązał w Poznaniu kontakty z prawicowym wydawnictwem WERS, założonym przez Zbigniewa Rutkowskiego przy pomocy Konstantego Z. Hanffa. WERS, określający się jako oficyna patriotyczna, publikował teksty Gołębiewskiego dotyczące tzw. spiskowej teorii dziejów opartej na wizji Nowego Porządku Świata (New World Order). W większości z tych artykułów M. Gołębiewski w ostrych słowach krytykował masonów, liberałów oraz postkomunistów zagrażających jego zdaniem Polsce.
Dopiero pod koniec swego życia Marian Gołębiewski doczekał się kasacji wyroku z początku lat 70. Dopiero bowiem od wyroku Sądu Najwyższego kasacje – na podstawie i w trybie art. 2 ust. 3 ustawy z dnia 29 czerwca 1995 r. o zmianie Kodeksu postępowania karnego, ustawy o ustroju sądów wojskowych, ustawy o opłatach w sprawach karnych i ustawy o postępowaniu w sprawach nieletnich (Dz.U. z 1995 r. nr 89, poz. 443) – wniósł obrońca oskarżonych Mariana Gołębiewskiego i Bolesława Stolarza. W kasacjach tych przedstawiciel prawny Gołębiewskiego wnosił o zmianę wyroku Sądu Najwyższego w zaskarżonej części i uniewinnienie jego klienta i Bolesława Stolarza. Sąd Najwyższy, po rozpoznaniu kasacji obrońcy oskarżonych Bolesława Stolarza i Mariana Gołębiewskiego, wyrokiem z dnia 26 czerwca 1996 r. sygn. II KKN 9/96 uchylił zaskarżony wyrok Sądu Najwyższego z dnia 26 kwietnia 1972 r. sygn. I KR 12/72 oraz utrzymany nim w mocy wyrok Sądu Wojewódzkiego w części dotyczącej skazania Bolesława Stolarza i Mariana Gołębiewskiego za czyny zakwalifikowane z art. 128 § 1 kk w zw. z art. 123 kk z 1969 r. oraz z art. 142 w zw. z art. 138 § 1 kk z 1969 r. i postępowanie karne w tym zakresie umorzył na podstawie art. 11 pkt 6 kpk z 1969 r. w zw. z art. 105 § 1 pkt 2 kk z 1969 r.
„Ster” w 1996 był świadkiem w procesie Adama Humera.
W kilka miesięcy po kasacji wyroku Marian Gołębiewski zmarł w Warszawie 18 października 1996 r. Został pochowany na Cmentarzu Wojskowym na Powązkach w Warszawie (kwatera 22C-7-8).
17 listopada 2000 r. wpłynęła do Sądu Najwyższego kasacja Ministra Sprawiedliwości – Prokuratora Generalnego, wniesiona na podstawie art. 521 kpk, od wyroków Sądu Najwyższego z dnia 26 kwietnia 1972 r. i z dnia 20 lipca 1972 r. sygn. I KR 12/72 utrzymujących w mocy wyrok Sądu Wojewódzkiego dla miasta stołecznego Warszawy z dnia 23 października 1971 r. sygn. IV K 102/71.

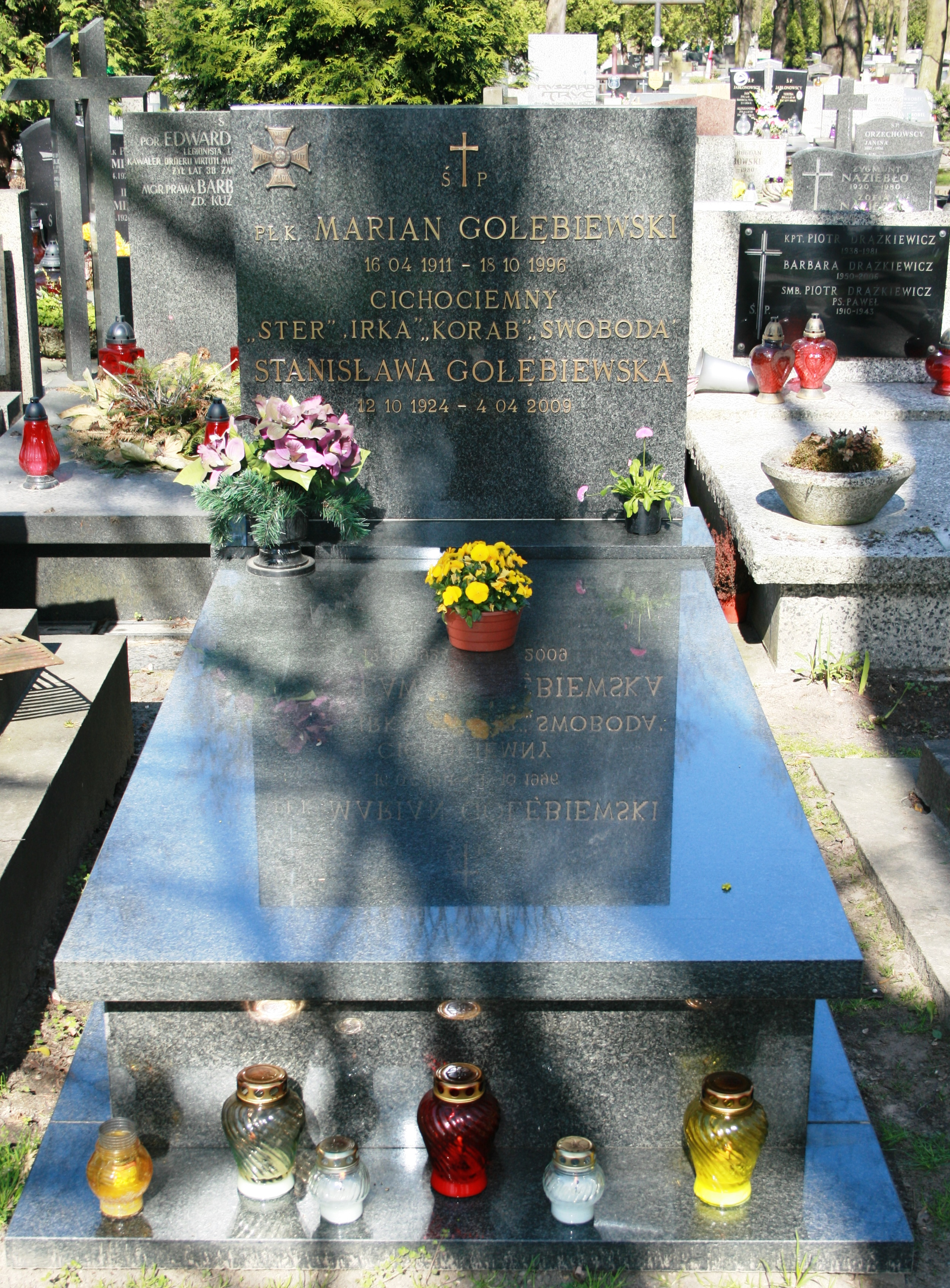
Grób Mariana i Stanisławy Gołębiewskich na Cmentarzu Wojskowym na Powązkach w Warszawie

## Awanse
- sierżant podchorąży – kwiecień 1940 roku
- podporucznik – ze starszeństwem z dniem 1 października 1942 roku
- porucznik[potrzebny przypis]
- kapitan – ok. 1945[potrzebny przypis]
- major[potrzebny przypis]
- podpułkownik[potrzebny przypis]
- pułkownik – zweryfikowany w 1991 roku[potrzebny przypis].

## Odznaczenia
- Krzyż Srebrny Orderu Virtuti Militari (1943 r.)
- Krzyż Czynu Bojowego Polskich Sił Zbrojnych na Zachodzie (1992 r.)
- Krzyż Kawalerski Orderu Odrodzenia Polski (1989)[3]
- Krzyż Komandorski Orderu Odrodzenia Polski (29 lipca 1994 r.)
- Krzyż Komandorski z Gwiazdą Orderu Odrodzenia Polski (8 listopada 2007 r., pośmiertnie)[4]